# Isakhel
Isakhel ou Isa Khel (en ourdou : عیسی خیل) est une ville pakistanaise située dans le district de Mianwali, dans le nord de la province du Pendjab. C'est la sixième plus grande ville du district. Elle est située à près de cent kilomètres au nord-ouest de Mianwali.
La population de la ville a été multipliée par près de deux entre 1972 et 2017 selon les recensements officiels, passant de 13 507 habitants à 25 688. Entre 1998 et 2017, la croissance annuelle moyenne s'affiche à 3,1 %, nettement supérieure à la moyenne nationale de 2,4 %. Selon le recensement de 2023, la population de la ville monte à 27 612 habitants.
|            | 1972 (rec.) | 1981 (rec.) | 1998 (rec.) | 2017 (rec.) | 2023 (rec.) |
| ---------- | ----------- | ----------- | ----------- | ----------- | ----------- |
| Population | 13 507      | 11 516      | 15 621      | 25 688      | 27 612      |